# Michael Murach
Michael Murach (n. 1 februarie 1911, Gelsenkirchen, Germania – d. 16 august 1941, Dubrovka⁠(d), RSFS Rusă, URSS) a fost un boxer ce a reprezentat Germania, medaliat olimpic. A participat la o ediție a Jocurilor Olimpice (1936) în care a câștigat o medalie de argint.

## Participări
Lista de mai jos prezintă principalele competiții la care a participat Michael Murach de-a lungul carierei.
- boxing at the 1936 Summer Olympics – welterweight[*]